# Yáser Asprilla
Yáser Asprilla   (Bajo Baudó, 19 de novembre de 2003) és un futbolista professional colombià que juga com a migcampista al club Girona FC i a la selecció de Colòmbia.

## Carrera de club

### Envigado
Yaser Asprilla és un producte del planter del CD Envigado. Va fer el seu debut com a professional amb l'Envigado en una derrota per 3-0 en la Categoria Primera A de Colòmbia davant l'Independiente Medellín el 2 de desembre de 2020. El 18 de juliol de 2021, va marcar el seu primer gol com a professional per a l'Envigado en un empat 2-2 amb l'Atlético Nacional.

### Watford
Amb un acord de l'agost de 2021, Envigado va confirmar el traspàs d'Asprilla al Watford el 17 de gener de 2022. Va marcar el seu primer gol amb el Watford el 7 d'abril de 2023 en una derrota per 3-2 contra el Huddersfield Town.

### Girona
El 23 d'agost de 2024, Asprilla va fitxar pel club Girona FC de La Liga per una tarifa rècord del club amb un contracte de sis anys. La tarifa es va declarar com a 18 milions d'euros, amb la possibilitat d'uns 6 milions d'euros addicionals en complements relacionats amb el rendiment. Més tard aquell mateix any, el 6 d'octubre, va marcar el seu primer gol amb el club en una victòria per 2-1 contra l'Athletic Club.

## Carrera internacional
Asprilla va debutar amb la selecció de Colòmbia el 16 de gener de 2022 com a substitut de Juan Fernando Quintero al minut 43, en una victòria per 2-1 a casa contra Hondures. En el seu segon partit internacional, Asprilla va marcar el seu primer gol amb Colòmbia en un amistós que va ser guanyat per 4-1 contra Guatemala.

## Palmarès
Individual
- Jugador jove de la temporada del Watford: 2023–24[14]